# 江油市
江油市（こうゆし）は、中華人民共和国四川省綿陽市中部に位置する県級市。四川盆地の西北部に位置し、盆地西北にそびえる高山の龍門山脈の東麓にある。唐代の詩人の李白の故郷としても有名。
江油の中心部は綿陽の中心地（涪城区）の北40kmにある。長江の支流の涪江（ふうこう）が市の中心部を流れ、陝西省と省都の成都市を結ぶ宝成鉄道の駅がある。
面積2,719平方km、人口88万人（2014年）、うち市街地人口は35万人。

## 歴史
現在の江油市域は、以前は彰明県と江油県に属していた。前漢の時代にはすべて涪県（ふうけん）に属したが、後漢の永平元年（58年）より徳陽県に属した。
東晋の寧康年間に現在の青蓮鎮に漢昌県を置き、西魏廃帝二年（553年）に昌隆県となり、唐の先天元年（712年）には昌明県、後唐の同光元年（923年）には彰明県となった。
一方、江油県の方は後漢末期の建安二十四年（219年）に劉備が江油戍を置いたことに始まる。北魏の正始二年（505年）に現在の平武南壩に江油県が設置され、宋代には現在の県城の位置に移動し、元代には龍州に入れられ、明代には州が廃止され江油県が復活した。
1958年、江油県と彰明県は合併し江彰県となったが、翌年江油県に改名した。1988年2月24日、国務院は県を廃止して県級市の江油市を設置し、綿陽市の管轄下とした。

## 地理
江油市域は丘陵地が主である。地勢は北西が高く、南東が低い。主な河川には涪江、盤江、平通河、方水河、青江があり丘陵を貫いて流れる。龍門山脈が北西にそびえ、主な山には轎子頂、大龍池山、雲羅山、蔵玉寨、観霧山、呉家後山、紫山がある。成都市街までは160km、綿陽市街までは40km。
気候は亜熱帯気候で、年平均気温は16.2度、1月の平均気温は4.9度、7月の平均気温は25.7度。年平均降水量は1148mm。砂金、天然ガス、石油、石炭、黄鉄鉱、大理石、石灰石、硫鉄鉱などの鉱産資源が豊富。

## 行政区画
1街道、21鎮、2郷を管轄する。
- 街道：中壩街道
- 鎮：太平鎮、三合鎮、含増鎮、青蓮鎮、彰明鎮、龍鳳鎮、武都鎮、大康鎮、新安鎮、戦旗鎮、双河鎮、永勝鎮、小渓壩鎮、河口鎮、重華鎮、厚壩鎮、二郎廟鎮、馬角鎮、雁門鎮、大堰鎮、方水鎮
- 郷：西屏郷、楓順郷

## 経済
江油はかつて文化大革命時、核戦争を想定して内陸に経済を移動させた「三線建設」の重点地区のひとつだった場所であり、また現在は商品作物の国家級の生産基地に指定されており「小成都」の異名を持つ。
主な産業は石油や天然ガスの採掘、鉄鋼業、発電、コンクリートなどがあり、長城特殊鋼公司、江油発電廠、コンクリートの雙馬水泥公司などが主要な企業。
農業ではコメ、トウモロコシ、コムギ、アブラナなどの生産が盛んな穀倉地帯。著名な特産品にはトリカブト（附子。「彰明附片」の名で知られる）や太白花茶、方水生姜、中壩醤油などがある。木製家具も生産される。

## 観光
江油は四川省の省級歴史文化名城に指定される町で、唐代の著名な詩人・李白の故郷としても売り出している。主要な景勝地や観光地には竇圌山、観霧山、大匡山、李白の故里、太白公園、白龍宮、仏爺洞、金光洞、猿王洞、雲岩寺（全国重点文物保護単位に指定）、海燈武館などがある。

## 交通

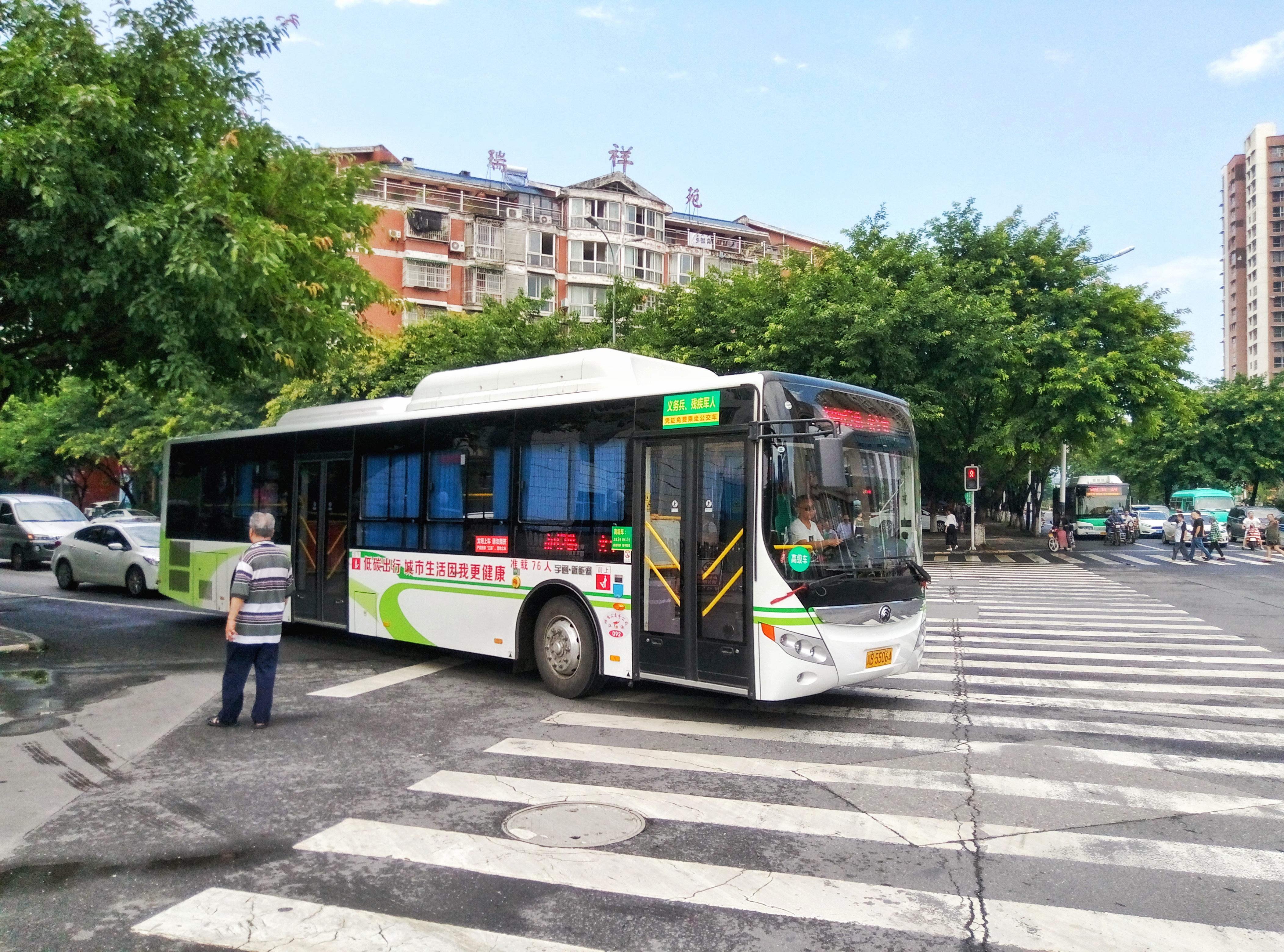
江油市内の路線バス

### 鉄道
- 中国鉄路総公司

- 西成旅客専用線（旧 成綿楽旅客専用線）

（成都方面）- 青蓮駅 - 江油駅 - 江油北駅 -（西安方面）
- 宝成線

（成都方面）- 三合場駅 - 江油駅 - 双河口駅 - 小渓壩駅 - 厚壩駅 - 二郎廟駅 - 馬角壩駅 - 斑竹園駅 -（宝鶏方面）

### 道路
- 高速道路

- 京昆高速道路

- 省道

-  105省道、 205省道、 302省道

## 健康・医療・衛生
- 江油市人民医院
- 江油市伝染病医院
- 江油市中医院
- 江油市婦幼保健所

## 友好都市
- 群馬県 沼田市（2019年6月締結）